# Ops Corona
Ops Corona est une corona, formation géologique en forme de couronne, située sur la planète Vénus par 68,8° N et 89° E. Elle est localisée dans le quadrangle de Meskhent Tessera. Elle a été nommée en référence à Ops, déesse grecque de la fertilité. 

## Géographie et géologie
Ops Corona couvre une surface circulaire d'environ 183 km de diamètre. 